# Cacciata dei mercanti dal Tempio (El Greco Londra)
La cacciata dei mercanti dal tempio è un dipinto a olio su tela (106x130 cm) realizzato nel 1600 circa dal pittore El Greco.
È conservato nella National Gallery di Londra.